# Palaeoblossia groehni
Palaeoblossia groehni är en spindeldjursart som beskrevs av Dunlop, Wunderlich och Poinar 2004. Palaeoblossia groehni ingår i släktet Palaeoblossia och familjen Daesiidae. Inga underarter finns listade i Catalogue of Life.